# Maccabi Ashdod B.C.
Il Maccabi Ashdod B.C. (in ebraico מכבי אשדוד‎?) è una squadra di pallacanestro israeliana con sede nella città portuale di Ashdod.
Dal 2010 gioca nella Ligat ha'Al (prima divisione). I colori sociali sono il giallo e il blu.

## Storia
Nella stagione 2010-11, la squadra ha raggiunto la semifinale di Coppa d'Israele ed è finita sesta in classifica Ligat ha'Al.
Nella stagione 2011-12, la squadra ha raggiunto la finale di Ligat ha'Al, ma ha perso contro il più forte e più blasonato Maccabi Tel Aviv per 83-63, finendo così seconda.

## Roster 2019-2020
Aggiornato all'8 giugno 2020.
|    | Naz.                                        | Ruolo | Sportivo         | Anno | Alt. | Peso | Note |
| -- | ------------------------------------------- | ----- | ---------------- | ---- | ---- | ---- | ---- |
| 4  | Stati Uniti (bandiera) · Messico (bandiera) | P     | Paul Stoll       | 1985 | 180  | 79   |      |
| 7  | Israele (bandiera)                          | G     | Dolev Drapic     | 1992 | 195  |      |      |
| 8  | Israele (bandiera)                          | A     | Lior Eliyahu     | 1985 | 206  | 102  |      |
| 9  | Israele (bandiera)                          | P     | Efi Tyomkin      | 2000 | 188  |      |      |
| 10 | Israele (bandiera) · Polonia (bandiera)     | P     | Oded Brandwein   | 1988 | 179  |      |      |
| 11 | Israele (bandiera)                          | P     | Amit Ebo         | 1999 | 180  | 82   |      |
| 13 | Israele (bandiera)                          | G     | Erez Levin       | 2003 | 188  |      |      |
| 15 | Stati Uniti (bandiera)                      | A     | Zac Cuthbertson  | 1996 | 201  | 84   |      |
| 18 | Israele (bandiera)                          | G     | Tzuf Ben Moshe   | 1997 | 194  | 86   |      |
| 23 | Russia (bandiera) · Israele (bandiera)      | C     | Alex Čubrevič    | 1986 | 212  | 113  |      |
| 31 | Stati Uniti (bandiera) · Israele (bandiera) | G     | Stu Douglass     | 1990 | 191  | 91   |      |
| 34 | Stati Uniti (bandiera)                      | AG    | Al'lonzo Coleman | 1989 | 203  | 116  |      |
| 41 | Stati Uniti (bandiera)                      | AP    | J.R. Holder      | 1994 | 201  | 82   |      |
| 77 | Israele (bandiera)                          | AG    | Dor Goldenberg   | 1995 | 204  |      |      |
| 87 | Israele (bandiera)                          | AP    | Tomer Levinson   | 2000 | 205  | 93   |      |
|    | Stati Uniti (bandiera) · Israele (bandiera) | AG    | Josh Freund      | 1997 | 201  | 111  |      |
|    | Stati Uniti (bandiera)                      | G     | Elijah Johnson   | 1990 | 193  | 88   |      |
|    | Stati Uniti (bandiera) · Nigeria (bandiera) | AG    | Ike Ofoegbu      | 1984 | 205  | 102  |      |
|    | Stati Uniti (bandiera)                      | AG    | Mark Tollefsen   | 1992 | 206  | 98   |      |

### Staff tecnico
| Allenatore: | Amit Tamir |
| Assistente: |            |